# CUS Cagliari Pallacanestro 2012-2013
Questa voce raccoglie le informazioni riguardanti il CUS Cagliari Pallacanestro nelle competizioni ufficiali della stagione 2012-2013.

## Stagione
Nella stagione 2012-2013 il CUS Cagliari Pallacanestro, sponsorizzato Banco di Sardegna, partecipa alla Serie A1 femminile.
Il 3 dicembre viene assunto come capo allenatore Roberto Fioretto.

## Verdetti stagionali
Competizioni nazionali
- Serie A1:

stagione regolare: 10º posto su 10 squadre (3-15);

## Rosa
|    | Naz.                   | Ruolo | Sportivo            | Anno | Alt. |  |       |
| -- | ---------------------- | ----- | ------------------- | ---- | ---- |  | ----- |
| 4  | Stati Uniti (bandiera) | A     | Melissa Goodall     | 1989 | 189  |  |       |
| 5  | Italia (bandiera)      | AC    | Alessandra Visconti | 1987 | 187  |  |       |
| 6  | Svezia (bandiera)      | P     | Elin Eldebrink      | 1988 | 174  |  |       |
| 7  | Italia (bandiera)      | P     | Erika Striulli      | 1990 | 170  |  | [ 2 ] |
| 7  | Italia (bandiera)      |       | Giulia Serra        | 1996 |      |  | [ 3 ] |
| 8  | Svezia (bandiera)      | A     | Louice Halvarsson   | 1989 | 190  |  |       |
| 9  | Slovacchia (bandiera)  | A     | Barbora Fabianová   | 1982 | 182  |  |       |
| 10 | Italia (bandiera)      | A     | Lavinia Santucci    | 1985 | 185  |  | [ 4 ] |
| 11 | Italia (bandiera)      | G     | Irene Pieropan      | 1991 | 180  |  | [ 5 ] |
| 12 | Italia (bandiera)      | A     | Martina Gaslini     | 1992 | 173  |  |       |
| 13 | Italia (bandiera)      | G     | Lidia Oppo          | 1988 | 175  |  |       |
| 14 | Italia (bandiera)      | PG    | Cinzia Arioli       | 1984 | 178  |  |       |
| 15 | Italia (bandiera)      | AC    | Federica Brunetti   | 1988 | 184  |  |       |
| 99 | Italia (bandiera)      | A     | Angela Dettori      | 1996 | 182  |  | [ 6 ] |